# The Curse (Zvezdna vrata SG-1)
The Curse je naslov epizode znanstveno-fantastične serije Zvezdna vrata, v kateri Daniel izve, da je njegov nekdanji profesor Jordan umrl v skrivnostni eksploziji svojega univerzitetnega laboratorija. Ko se Daniel loti raziskovanja, posumi, da eksplozija morda ni bila posledica nesrečnega naključja. Med predmeti, ki jih je profesor preučeval, Daniel najde starodaven egipčanski kozarec, v katerem je odlično ohranjen simbiot Goa'ulda. In vse kaže, da je obstajal še en kozarec s podobno vsebino. Je možno, da po univerzi straši Goa'uld?